# Рокфор-де-Корбьер
Рокфо́р-де-Корбье́р (фр. Roquefort-des-Corbières) — коммуна во Франции, находится в регионе Лангедок — Руссильон. Департамент коммуны — Од. Входит в состав кантона Сижан. Округ коммуны — Нарбонна.
Код INSEE коммуны — 11322.

## Население
Население коммуны на 2008 год составляло 929 человек.
| 1962 | 1968 | 1975 | 1982 | 1990 | 1999 | 2008 |
| ---- | ---- | ---- | ---- | ---- | ---- | ---- |
| 647  | 621  | 657  | 560  | 616  | 664  | 929  |

## Экономика

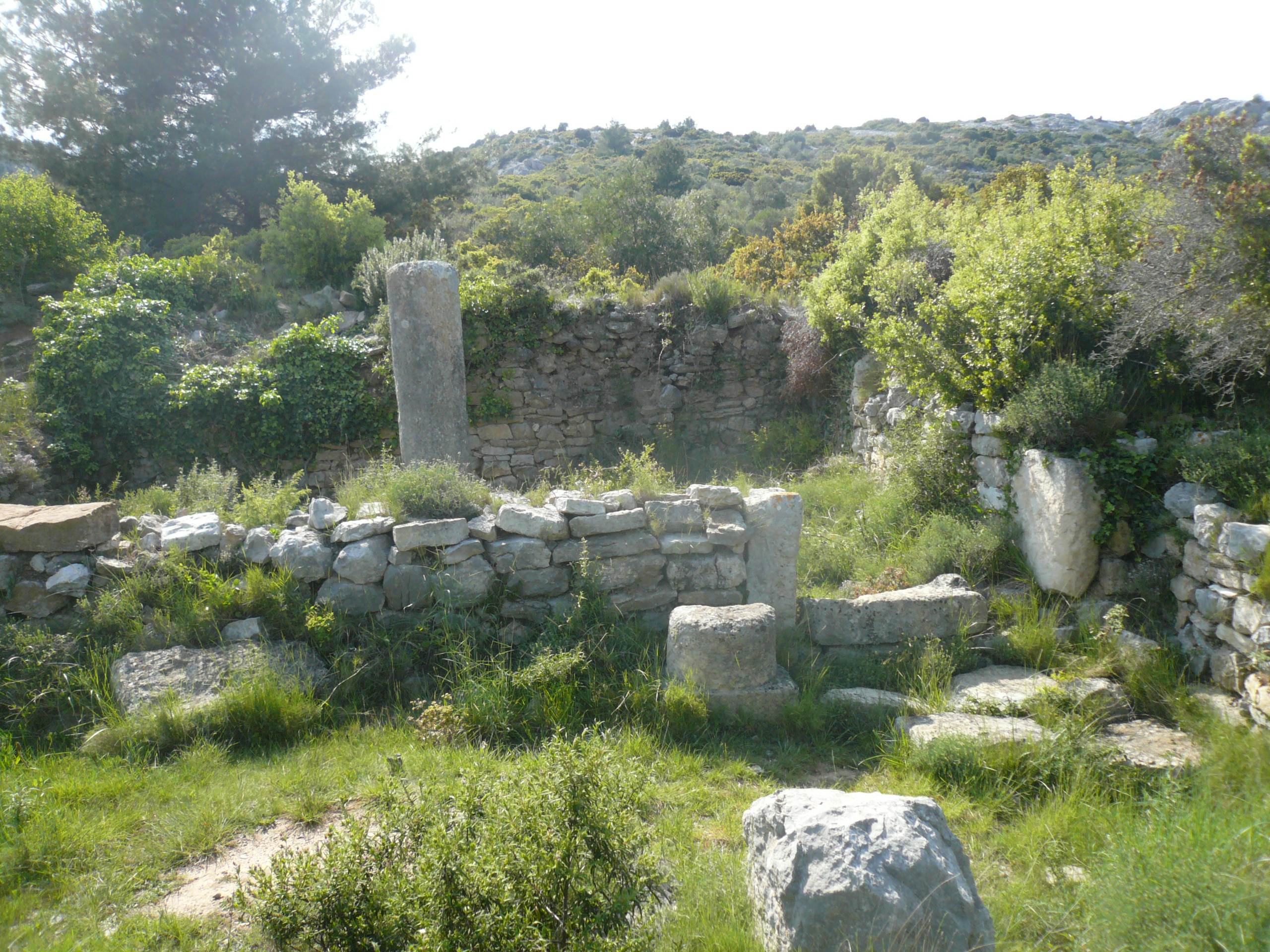

В 2007 году среди 566 человек в трудоспособном возрасте (15—64 лет) 382 были экономически активными, 184 — неактивными (показатель активности — 67,5 %, в 1999 году было 63,6 %). Из 382 активных работали 338 человек (186 мужчин и 152 женщины), безработных было 44 (21 мужчина и 23 женщины). Среди 184 неактивных 31 человек были учениками или студентами, 80 — пенсионерами, 73 были неактивными по другим причинам.